# Barentsia
Barentsia is een geslacht van kelkwormen uit de familie van de Barentsiidae. De wetenschappelijke naam werd in 1880 voor het eerst geldig gepubliceerd door Hincks.

## Soorten
- Barentsia antarctica Johnston & Angel, 1940
- Barentsia benedeni (Foettinger, 1887)
- Barentsia bullata (Fleming, 1826)
- Barentsia capitata Calvet, 1904
- Barentsia conferta Wasson, 1997
- Barentsia discreta (Busk, 1886)
- Barentsia elongata Jullien & Calvet, 1903
- Barentsia gracilis (Sars, 1835)
- Barentsia hildegardae Wasson, 1997
- Barentsia hozawai Toriumi, 1949
- Barentsia intermedia Johnston & Angel, 1940
- Barentsia laxa Kirkpatrick, 1890
- Barentsia macropus (Ehlers, 1890)
- Barentsia major Hincks, 1889
- Barentsia matsushimana Toriumi, 1951
- Barentsia mutabilis Toriumi, 1951
- Barentsia ramosa (Robertson, 1900)
- Barentsia robusta O'Donoghue, 1924
- Barentsia timida Verrill, 1900
- Barentsia variarticulata Andersson, 1902

Niet geaccepteerde soorten:
- Barentsia gorbunovi Kluge, 1946 → Barentsia bullata (Fleming, 1826)
- Barentsia misakiensis (Oka, 1890) → Barentsia discreta (Busk, 1886)
- Barentsia robusta Osburn, 1953 → Barentsia conferta Wasson, 1997